# Hypoplectrodes

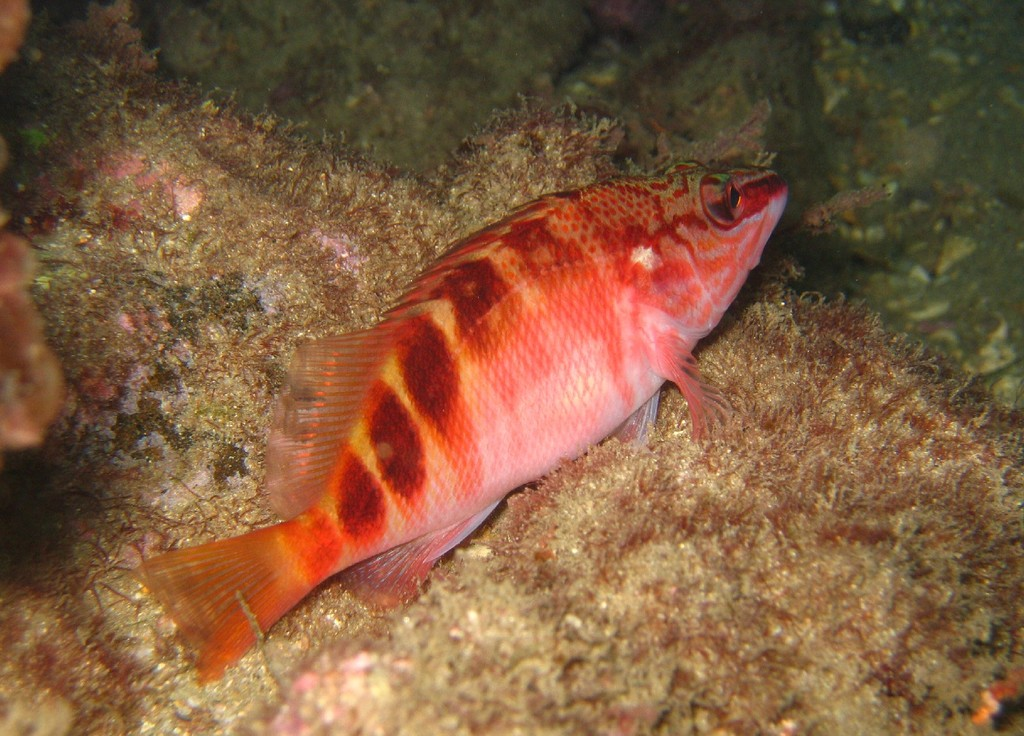
Hypoplectrodes maccullochi

Hypoplectrodes (Synonym: Gilbertia, Ellerkeldia) ist eine Fischgattung aus der Gruppe der Fahnenbarsche (Anthiadidae), die an den Küsten Australiens vorkommt. Eine Art (Hypoplectrodes huntii) lebt auch im Meer rund um Neuseeland, eine andere (Hypoplectrodes semicinctum) im südöstlichen Pazifik bei der Osterinsel, den Desventuradas-Inseln und den Juan-Fernández-Inseln.

## Merkmale
Hypoplectrodes-Arten erreichen Körperlängen von 10 bis 45 cm. Die Fische haben einen länglich ovalen Körper von rötlicher oder bräunlicher Farbe. Kopf und die Flossenbasen sind zum größten Teil beschuppt, aber nur ein Drittel bis die Hälfte der Rückenflossenbasis. Sowohl die Basis als auch der äußere Rand der Schuppen sind ctenoid ausgebildet. Das Maul ist endständig und der Unterkiefer überragt bei geschlossenem Maul leicht den Oberkiefer.
Das Präoperculum ist am hinteren Rand leicht gesägt. Die Maxillare ist in der Regel beschuppt. Sie reicht nach hinten bis zu einer gedachten senkrechten Linie, die durch den hinteren Rand der Augen verläuft, oder etwas weiter. Die Prämaxillare ist vorstülpbar (protaktil). Supramaxillaria (Kieferknochen) fehlen oder sind reduziert. Die jeweils zwei Nasenöffnungen pro Kopfseite sitzen nah beieinander und nah bei den Augen. Zwischen hart- und weichstrahligem Abschnitt ist die Rückenflosse nicht tief eingebuchtet. Ihre Flossenstrahlen im weichstrahligen Abschnitt sind nicht verlängert. Die Brustflossen sind abgerundet oder eckig. Die Schwanzflosse ist am Ende mehr oder weniger gerade oder abgerundet. Die Seitenlinie ist vollständig und verläuft auf dem Rumpf unterhalb des Rückenprofils und auf dem Schwanzstiel mittig.
- Flossenformel: Dorsale X(XI)/16—22; Anale III/7—9, Pectorale 13—18, Caudale 17(9+8)
- Schuppenformel: SL 40—65.
- Wirbel: 26—28.
- Kiemenreusendornen: 17—22.

## Arten
Zur Gattung Hypoplectrodes gehören acht Arten:
- Hypoplectrodes annulatus (Günther, 1859)
- Hypoplectrodes australis (Peters, 1877)
- Hypoplectrodes huntii (Hector, 1875)
- Hypoplectrodes jamesoni Ogilby, 1908
- Hypoplectrodes maccullochi (Whitley, 1929)
- Hypoplectrodes nigroruber (Cuvier in Cuvier & Valenciennes, 1828), Typusart
- Hypoplectrodes semicinctum (Valenciennes in Cuvier & Valenciennes, 1833)
- Hypoplectrodes wilsoni (Allen & Moyer, 1980)

Neben den acht bekannten Arten hat der australische Unterwasserfotograf Rudie Kuiter zwei weitere, bisher unbeschriebene Arten fotografisch dokumentiert.

## Belege
1. ↑  Hypoplectrodes huntii auf Fishbase.org (englisch)
2. ↑  Hypoplectrodes semicinctum auf Fishbase.org (englisch)
3. ↑  Hypoplectrodes cardinalis auf Fishbase.org (englisch)
4. ↑  Hypoplectrodes maccullochi auf Fishbase.org (englisch)
5. 1 2  
W. D. Anderson, P. C. Heemstra: Review of Atlantic and eastern Pacific Anthiine fishes (Teleostei: Perciformes: Serranidae), with descriptions of two new genera. In: Transactions of the American Philosophical Society. New Series. Band 102, Nr. 2, 2012, S. 1–173, S. 29 u. 30.
6. ↑  Hypoplectrodes auf Fishbase.org (englisch)
7. ↑  
Rudie H. Kuiter: Basslets, Hamlets and Their Relatives: A Comprehensive Guide to Selected Serranidae and Plesiopidae. TMC Publishing, 2004, ISBN 0-9539097-6-X.